# 哈普托蛙属
哈普托蛙属（学名：Hamptophryne）是姬蛙科下的一个属。

## 下属物种
本属包括以下物种：
- Hamptophryne alios (Wild, 1995)
- Hamptophryne boliviana (Parker, 1927)